# Juan Angel Puxeddu
Juan Angel Puxeddu (San Pantaleo (Dolianova), 1593 – 1680) è stato un pittore e scultore italiano.
Puxeddu, considerato il più grande pittore e scultore sardo del '600, operò tra il 1616 ed il 1662. L'anno della sua nascita è incerto poiché i registri ecclesiastici di San Pantaleo iniziano dal 1597, tuttavia nel 1616 doveva avere 22-23 anni.
Trascorse gran parte della sua vita a Cagliari nel quartiere di Villanova, sposò Maddalena Carta dalla quale ebbe 7 figlie e un figlio.
Molti documenti attestano la prolifica produzione di opere della sua bottega, le quali sono caratterizzate da figure rigide e spesso evidentemente sproporzionate.
Il primo documento relativo l'attività di Puxeddu in qualità di scultore è datato 9 aprile 1616 nel quale un falegname di nome Giovanni Solinas chiede che venga realizzata una piccola statua di San Giovanni Battista alta 5 palmi (1,31 m).
Fu autore di un grande tabernacolo ligneo (andato perduto) nella parrocchia di Lunamatrona commissionatogli da Gavino de Campo, all'epoca il decano della Cattedrale di Ales che realizzò in collaborazione con lo scultore siciliano Vincenzo Sasso. La collaborazione con Vincenzo Sasso attesta una significativa importazione di sculture lignee dalla Sicilia per tutto il secolo e Puxeddu in particolare fu abile a stringere rapporti commerciali oltre che Sasso anche con diverti artisti napoletani come Alfonso D'Orsi, Alessandro Casola, Antonio Amatuccio.
Nel 1638 un atto del notaio Sebastiano Loi di Villacidro documenta la presa in carico da parte di Puxeddu della pittura di un retablo realizzato dall'ebanista Vincenzo Sasso, l'opera è andata perduta.Tra Il 1656 e il 1657 realizza due statue lignee di Sant'Efisio, commissionategli reciprocamente dalla marchesa di Villacidro donna Elena Brondo y Gualbes e da un notaio di Cagliari di nome Giacomo Queranti di Cagliari. Un rogito notarile datato 8 settembre 1662 commissiona a Puxeddu la realizzazione di un retablo destinato alla cappella della Madonna del Carmine, all'interno della chiesa di Santa Barbara a Sinnai da parte di due coniugi Donu Luca Pisu e Juana Pullita de la vila de Sinnaj, a cambio di lire trecento. Questo è uno degli ultimi documenti che testimoniano l'attività di Puxeddu. Di questo reablo chiamato Il retablo della Vergine o retablo delle anime si persero le tracce negli anni '60 e venne ritrovata negli anni '90 a Cagliari nella casa di un privato. Restaurato, è stato ricollocato nella chiesa di Santa Barbara, vicino alla sua posizione originale ormai occupata da un'altra opera.